# Nowosilski-Kuppel
Die Nowosilki-Kuppel (russisch Купол Новосильского Kupol Nowosilskowo) ist eine Eiskuppel vor der Knox-Küste des ostantarktischen Wilkes-Lands. Sie ragt im nördlichen Teil des Shackleton-Schelfeises auf.
Russische Wissenschaftler benannten sie. Namensgeber ist Leutnant Pawel M. Nowosilski, Offizier der Mirny unter Kapitän Michail Lasarew bei der ersten russischen Antarktisexpedition (1819–1821) unter der Leitung Fabian Gottlieb von Bellingshausens.